# 野球メキシコ代表
野球メキシコ代表（やきゅうメキシコだいひょう）は、メキシコにおける野球のナショナルチームである。

## 概要
アテネオリンピックアメリカ大陸予選では、アメリカ合衆国代表に勝ちアメリカ合衆国代表の五輪本戦出場を阻み、2006 WBCでは2次リーグのアメリカ合衆国戦で勝利し、実質的に日本代表の準決勝進出をアシストするなど、アメリカ合衆国の国際大会の成績不振の時にはメキシコが絡んでいることがある。
2006年は、第1回WBCに出場。この大会では、1次リーグでは下馬評を覆し1位通過するなどの勢いを見せたが、2次リーグでは韓国、日本に連敗。ただ1次リーグで同じ組で戦ったアメリカ合衆国戦では、マリオ・バレンズエラのポール直撃の本塁打を二塁打と判定されるなどの事態もあったが、2-1で接戦をものにし全敗は免れた。
北京オリンピックアメリカ大陸予選では、3位に入賞し世界最終予選（大陸間プレーオフ）に進出。
2009年は、第2回WBCに出場。この大会では、1次ラウンドの初戦でオーストラリアにコールド負けを喫したものの、敗者復活戦で南アフリカ、さらにはオーストラリアとの再戦を制し、2次リーグ進出を決めた。2次ラウンドでは韓国、キューバに連敗し、初の準決勝進出はならなかった。
2013年は、第3回WBCに出場。この大会では、2006年に続いてアメリカ合衆国に勝利する。しかし、イタリアとカナダに敗れ、1次ラウンドで敗退。カナダ戦ではWBC史上初の乱闘になった。同大会で1次ラウンド最下位での敗退となり、次大会は予選からの出場となる。
2015年7月・8月は、第3回 WBSC U-12ワールドカップに出場。11月は、第1回WBCプレミア12に出場し4位となった。同大会は直前まで出場するか否かで紛糾した。
2016年3月、第4回WBC予選2組に出場して勝ち抜き、本選出場を決めた。10月から11月にかけて第1回WBSC U-23ワールドカップに出場し、5位の成績だった。11月には日本代表と強化試合を開催した。

## 国際大会

### ワールド・ベースボール・クラシック
| 回 | 年   | 開催地                                                                       | 順位            |
| -- | ---- | ---------------------------------------------------------------------------- | --------------- |
| 1  | 2006 | アメリカ合衆国の旗 · 日本の旗 · プエルトリコの旗                             | 2次ラウンド敗退 |
| 2  | 2009 | アメリカ合衆国の旗 · 日本の旗 · プエルトリコの旗 · メキシコの旗 · カナダの旗 | 2次ラウンド敗退 |
| 3  | 2013 | アメリカ合衆国の旗 · 日本の旗 · プエルトリコの旗 · 中華民国の旗              | 1次ラウンド敗退 |
| 4  | 2017 | アメリカ合衆国の旗 · 日本の旗 · 大韓民国の旗 · メキシコの旗                  | 1次ラウンド敗退 |
| 5  | 2023 | アメリカ合衆国の旗 · 日本の旗 · 中華民国の旗                                 | ベスト4         |
| 6  | 2026 |                                                                              | 出場権獲得      |

### オリンピック
| 回 | 年   | 開催地 | 順位     |
| -- | ---- | ------ | -------- |
| 29 | 2004 | アテネ | 予選敗退 |
| 30 | 2008 | 北京   | 予選敗退 |
| 33 | 2021 | 東京   | 6位      |

### WBSCプレミア12
| 回 | 年   | 開催地                                                | 順位 |
| -- | ---- | ----------------------------------------------------- | ---- |
| 1  | 2015 | 日本の旗 · 中華民国の旗                               | 4位  |
| 2  | 2019 | 日本の旗 · 中華民国の旗 · 大韓民国の旗 · メキシコの旗 | 3位  |
| 3  | 2024 | 日本の旗 · 中華民国の旗 · メキシコの旗                | 7位  |

## 歴代監督
- フランシスコ・エストラーダ
- ホセ・トレンティーノ
- リック・レンテリア
- エドガー・ゴンザレス
- フアン・カストロ
- ベンジー・ギル

## 代表選手
- 2006 ワールド・ベースボール・クラシック・メキシコ代表
- 2009 ワールド・ベースボール・クラシック・メキシコ代表
- 2013 ワールド・ベースボール・クラシック・メキシコ代表
- 2015 WBSCプレミア12 メキシコ代表
- 2017 ワールド・ベースボール・クラシック・メキシコ代表
- 2019 WBSCプレミア12 メキシコ代表
- 2020年東京オリンピックの野球競技・メキシコ代表
- 2023 ワールド・ベースボール・クラシック・メキシコ代表
- 2024 WBSCプレミア12 メキシコ代表